# 信太山
信太山（しのだやま）は、大阪府和泉市にある山（丘陵）。陸上自衛隊信太山駐屯地、大阪市立信太山青少年野外活動センター、信太千塚古墳群などがある。

## 概要
大阪府の南西部、和泉市の北東部にある標高50～80mの洪積台地。
台地上の大部分は大日本帝国陸軍の演習場だったが、太平洋戦争後に陸上自衛隊信太山駐屯地（駐屯地・演習地）となり、大阪市立信太山青少年野外活動センター（伯太町）や老人ホームなども設置。北部は住宅団地「鶴山台」として開発されている。北端に大阪府立鳳高等学校（堺市西区）がある。
台地の西を熊野街道が通り、台地上にある聖神社（王子町）は熊野権現の遙拝所となっている。台地の北西麓にある信太森葛葉稲荷神社（葛の葉町）周辺は葛の葉キツネの信太妻伝説で知られる信太の森で、神狐を祀っている。
また、古墳が多く信太千塚古墳群と呼ばれており、和泉黄金塚古墳から景初三年（239年）の銘のある画文帯四神四獣鏡が出土している。

## 交通アクセス

### 鉄道
- JR阪和線 北信太駅、信太山駅
- 南海泉北線 光明池駅